# Maite Nkoana-Mashabane
Maite Emily Nkoana-Mashabane (Magoebaskloof, 30 september 1963) is een Zuid-Afrikaanse politica en anti-apartheid-activiste voor het Afrikaans Nationaal Congres (ANC). Tussen 2009 en 2023 was zij minister in de Zuid-Afrikaanse regering.

## Politieke loopbaan
Nkoana-Mashabane was van 2009 tot 2018 de minister van Buitenlandse Zaken (officieel minister van Internationale Betrekkingen en Samenwerking) onder president Jacob Zuma in de kabinetten Zuma I en Zuma II. Tijdens haar ambtstermijn werd Zuid-Afrika lid van de groep van opkomende economieën onder de vlag van BRICS (Brazilië, Rusland, India, China, Zuid-Afrika). Nkoana-Mashabane was voorzitter van de United Nations Climate Change conference in 2011 in het Zuid-Afrikaanse Durban, dat gehouden werd van 28 november tot 11 december 2011.
Van februari 2018 tot mei 2019 was Nkoana-Mashabane minister van Landelijke Ontwikkeling en Grondhervorming in het eerste kabinet van president Cyril Ramaphosa. Aansluitend was zij minister van Vrouwen, Jeugd en Invaliden in het kabinet-Ramaphosa II. In maart 2023 kwam na een kabinetsherschikking een einde aan haar ministerschap.